# Nogitsune

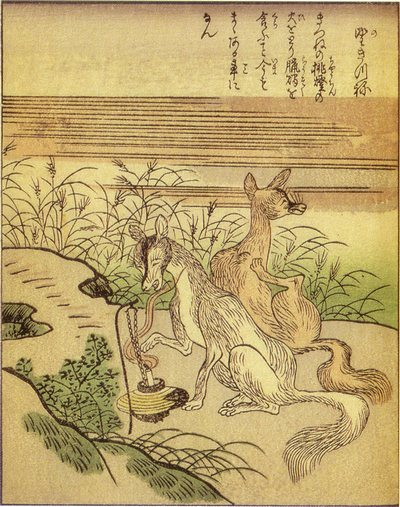
Prent "Nogitsune" van Shunsen Takehara uit 1841.

De Nogitsune (Japans: 野狐), ook wel Yako, is een geestdier van de vos uit de legendes op het Japanse eiland Kyushu. Volgens deze legende kan men bezeten raken om vervolgens symptomen van ziekte te vertonen.
De Nogitsune is een zwarte geest 0,5 meter lang en overheerst mensen met zijn hemels Groene ogen. Als ze gehypnotiseerd zijn vliegt hij er via de ogen binne en krijgen de slachtoffers ook blauwe ogen.